# Pellorneum buettikoferi
La tordina de Sumatra (Pellorneum buettikoferi) es una especie de ave paseriforme de la familia Pellorneidae endémica de la isla de Sumatra. Anteriormente se consideraba una subespecie de la tordina de Tickell.

## Distribución y hábitat
Se encuentra únicamente en la isla de Sumatra, en Indonesia occidental. Su hábitat natural son los bosques húmedos tropicales tanto de montaña como de baja altitud.